# Autostrada R6
L'autostrada R6 (così anche in albanese) è un'autostrada del Kosovo.

## Percorso
L'autostrada R6 unisce la capitale Pristina a Hani i Elezit, presso il confine macedone. Corre parallelamente alla strada maestra M-2.